# Albert Lunde
Albert Gustav Lunde, född den 26 november 1877 i Vanse (Lister och Mandals amt), död den 30 januari 1939 i Oslo, var en norsk lekmannapredikant. 
Lunde var först sjöman och emigrerade till Amerika, där han kom i tulltjänst. Starkt påverkad av evangelisten Dwight Lyman Moody, började han ett väckelsearbete bland sjömän. Sedan 1901 var han verksam i Kristiania, men med många avbrott, då han rest som predikant i Norge, ofta även i Sverige och Danmark, överallt under stor tillströmning av åhörare. Hans religiösa förkunnelse utmärktes av en innerlighet, vilken verkade betagande även på dem, som annars aldrig besökte lekmannapredikanternas möten. Bland samlingar av hans utgivna tal märks Prædikener (1905; "Predikningar", samma år).